# Alexia Richard
Alexia Richard (La Teste-de-Buch, 3 april 1996) is een Franse beachvolleybalspeler. Ze nam eenmaal deel aan de Olympische Spelen.

## Carrière
Richard deed in 2014 met Lézana Placette mee aan de WK onder 19 in Porto en de Olympische Jeugdspelen in Nanjing. In 2015 behaalde het duo een zesde plaats bij de EK onder 20 in Larnaca en een jaar later werden ze bij de EK onder 22 in Thessaloniki vierde. In 2017 debuteerde ze met Margaux Carrere in de FIVB World Tour. Ze behaalden twee vijfde plaatsen bij de 1-ster-toernooien van Monaco en Aalsmeer. Het jaar daarop kwam ze zowel met Placette als met Alexandra Jupiter in actie. Met Placette bereikte ze de achtste finales van 3-sterren-toernooi van Haiyang. Vervolgens vormde ze een vast team met Richard. In het seizoen 2018/19 speelden ze op negen toernooien met een vijfde plaats in Edmonton als beste resultaat. In Moskou deed het duo in 2019 voor het eerst mee aan de Europese kampioenschappen. Ze bereikten de achtste finale waar ze werden uitgeschakeld door de Duitsers Sandra Ittlinger en Chantal Laboureur. Een jaar later strandden ze bij de EK in Jūrmala in de tussenronde tegen Monika Brzostek en Aleksandra Gromadowska uit Polen.
In 2021 namen Richard en Placette deel aan acht toernooien in de World Tour met twee negende plaatsen als resultaat (Brno en Itapema). Bij de EK in Wenen was de groepsfase na twee nederlagen het eindstation. Het daaropvolgende seizoen kwam het duo bij zeven toernooien in de Beach Pro Tour – de opvolger van de World Tour – in actie. Bij het Elite16-toernooi van Kaapstad bereikten ze de halve finales en verloren ze de wedstrijd om het brons van Ana Patrícia Ramos en Duda Lisboa. Bij het Challenge-toernooi van Espinho eindigden ze op een gedeelde vijfde plaats. In Rome deden ze mee aan de wereldkampioenschappen. Ze plaatsten zich als tweede in de groep voor de zestiende finales, waar ze werden uitgeschakeld door de Zwitsers Tanja Hüberli en Nina Brunner. Bij de EK in München bleven ze na twee nederlagen opnieuw in de groepsfase steken. In 2023 namen Richard en Placette op mondiaal niveau deel aan dertien toernooien. Ze behaalden daarbij een vierde plaats (Nuvali) en drie vijfde plaatsen (La Paz, Espinho en João Pessoa). Bij de WK in Tlaxcala verloren ze in de zestiende finale van het Zwitserse tweetal Esmée Böbner en Zoé Vergé-Dépré. Bij de EK in Wenen strandde het duo in de tussenronde tegen Liliana Fernández en Paula Soria uit Spanje.
Het jaar daarop waren ze actief op dertien toernooien in de Beach Pro Tour. Bij het Challenge-toernooi van Haikou eindigden Richard met een derde plaats voor het eerst op het podium van de internationale competitie. Bij de overige toernooien kwamen ze tot een vijfde plaats in Xiamen en een zevende plaats in Chennai. Op basis van de olympisch ranglijst plaatsten Richard en Placette zich voor de Olympische Spelen in eigen land. Daar verloren ze in de tussenronde van het Japanse tweetal Akiko Hasegawa en Miki Ishii, waardoor ze als zeventiende eindigden. Bij de EK in Nederland was de groepsfase na drie nederlagen het eindstation.

## Palmares
Beach Pro Tour
- 2024:  Haikou Challenge